# Жмурке (филм)
Жмурке (енгл. Hide and Seek) је амерички филм из 2005. године, који је режирао Џон Полсон. Главне улоге играју: Роберт де Ниро, Дакота Фанинг и Фамке Јансен.

## Улоге
| Глумац          | Улога          |
| --------------- | -------------- |
| Роберт де Ниро  | Дејвид Калавеј |
| Дакота Фанинг   | Емили Калавеј  |
| Фамке Јансен    | Катрин         |
| Елизабет Шу     | Елизабет       |
| Ејми Ирвинг     | Алисон Калавеј |
| Дилан Бејкер    | шериф Хаферти  |
| Мелиса Лио      | Лора           |
| Роберт Џон Берк | Стивен         |